# Мариенгрош
Мариенгрош (нем. Mariengroschen) — серебряная немецкая монета, которую чеканили в различных северо- и центральнонемецких государствах с 1500 по 1834 год.
Впервые мариенгроши были отчеканены в нижнесаксонском городе Гослар в 1503 году. Своё название монеты получили от изображенной на них девы Марии с младенцем. Вскоре и другие города, расположенные в области богатых серебряными рудниками Гарца, стали выпускать мариенгроши. Они, хоть имели сходное изображение, содержали различное количество благородного металла. Так, в Брауншвейге мариенгроши начали чеканить в 1514 году из 2,75 г серебра 500 пробы. В Хильдесхайме их выпуск начался в 1528 году. Каждая монета весила 2,88 г при содержании 1,062 г чистого серебра.
Содержание серебра в мариенгрошах постоянно снижалось. Монеты Гослара 1551 года содержали уже 0,91 г серебра, Брауншвайга 1572 года — 0,69 г.
Колебания в стоимости мариенгрошей различных городов и годов выпуска создавали целый ряд неудобств. Около 1555 году города нижнесаксонского монетного союза предприняли попытку замены данных монет фюрстенгрошенами достоинством вначале в 1/21, а затем в 1/24 талера. Однако она оказалась неудачной. Мариенгроши продолжали оставаться основной разменной денежной единицей ряда немецких государств. После монетного кризиса в Германии XVII века стоимость мариенгроша составляла 1/36 рейхсталера. Каждый мариенгрош делился на 8 пфеннигов, в связи с чем также назывался ахтлингом или ахтпфеннигером.
Впоследствии монеты с обозначением номиналов в мариенгрошах чеканились вплоть до 1834 года. Несмотря на своё название они содержали не деву Марию с ребёнком, а другие изображения.